# Madison Eginton
Madison Eginton (28 agosto 1989) è un'attrice statunitense.

## Biografia
Ha un fratello maggiore, Zakk, operatore. Ha esordito al cinema in Eyes Wide Shut, l'ultimo film di Stanley Kubrick, nel ruolo della figlia della coppia protagonista.

## Filmografia parziale
- Eyes Wide Shut, regia di Stanley Kubrick (1999)
- E.R. - Medici in prima linea (ER) - serie TV, 1 episodio (2000)
- Angel – serie TV, episodio 2x04 (2000)